# Bindu
Bindu Desai, detta Bindu (Valsad, 17 aprile 1951), è un'attrice indiana.
Ha avuto grande popolarità a Bollywood dagli anni Settanta fino ai Novanta.
Ha ricevuto sette nomination come Miglior Attrice non protagonista ai Filmfare Awards, negli anni compresi tra il 1969 e il 1976, ma non ha mai vinto.

## Filmografia parziale

### Cinema
- Ittefaq, regia di Yash Chopra (1969)
- Do Raaste, regia di Raj Khosla (1969)
- Dastaan, regia di B.R. Chopra (1972)
- Zanjeer, regia di Prakash Mehra (1973)
- Gaai Aur Gori, regia di M.A. Thirumugham (1973)
- Abhimaan, regia di Hrishikesh Mukherjee (1973)
- Hawas, regia di Saawan Kumar Tak (1974)
- Imtihan, regia di Madan Sinha (1974)
- Arjun Pandit, regia di Hrishikesh Mukherjee (1976)
- Prem Rog, regia di Raj Kapoor (1982)
- Hero, regia di Subhash Ghai (1983)
- Hum Aapke Hain Koun...!, regia di Sooraj R. Barjatya (1994)
- Main Hoon Na, regia di Farah Khan (2004)
- Om Shanti Om, regia di Farah Khan (2007)